# Michel Racat
Pour les articles homonymes, voir Racat.
 (août 2025).
Michel Racat, né en 1985 à Paris, est un entrepreneur français. Il est notamment le cofondateur et ancien PDG de la start-up BeezUP.

## Jeunesse et formation
Il naît en 1985 à Paris, dans une famille de restaurateurs, propriétaires du restaurant La Poule au Pot, situé dans le quartier des Halles,,.
Après un baccalauréat scientifique obtenu à l'École Alsacienne en 2003, il poursuit une classe préparatoire aux grandes écoles à l'Institut supérieur d'électronique de Paris (ISEP), où il obtient en 2008 un diplôme d’ingénieur,,. En parallèle de ses études, il effectue des stages en alternance chez Hewlett-Packard (2005–2006) puis Microsoft (2006–2008),,,, au sein des départements marketing.

## Carrière

### Débuts
En 2000, à l’âge de 15 ans, il créé un site d’actualité consacré aux mobilités, iPAQ Astuces, qui deviendra plus tard Ultimate Pocket,. En 2004, Microsoft lui décerne le titre de « Most Valuable Student », alors que son site Ultimate Pocket revendique environ 120 000 visiteurs mensuels.
En 2006, il fonde MobiliParts, une boutique en ligne spécialisée dans les accessoires pour appareils mobiles.

### BeezUP
En 2008, à sa sortie d’école d’ingénieur, il cofonde avec Charles Barat la société BeezUP, un éditeur de logiciel à destination des boutiques en ligne pour développer leur référencement sur les comparateurs de prix et les places de marché,,,,. En l’espace de trois ans, BeezUP dépasse le million d’euros de chiffre d'affaires sans levée de fonds,. La société remporte plusieurs prix, notamment celui du Ministère de la Recherche et du salon e-commerce.
En 2014, BeezUP est présente dans plus de 20 pays européens et ouvre un bureau à Francfort. 
En 2017, la société est acquise par Cdiscount, filiale du Groupe Casino,. Michel Racat reste à la direction de l’entreprise et contribue à la création de l’International Marketplace Network (IMN), un consortium européen visant à promouvoir le commerce électronique transfrontalier,.

### Investisseur
En 2022, il quitte ses fonctions de dirigeant chez BeezUP et se consacre à l’investissement dans des entreprises technologiques, notamment dans le secteur SaaS. Il siège au conseil d’administration de plusieurs startups, dont Otami,,, spécialisée dans les logiciels de gestion pour boulangers-pâtissiers et restaurateurs.